# Distrito de Chiguata

Mapa distrital de la provincia (ampliar para ver detalles.).

El distrito de Chiguata es uno de los 29  distritos que conforman la provincia de Arequipa en el Departamento de Arequipa, bajo la administración del Gobierno regional de Arequipa,  en el sur del Perú. Limita por el norte con el Distrito de San Juan de Tarucani; por el sur con los distritos de Characato y Sabandía; por el oeste, con los distritos de Mariano Melgar, Characato y Miraflores; y por el este, con los distritos de San Juan de Tarucani y Puquina (Moquegua).
Desde el punto de vista jerárquico de la Iglesia católica forma parte de la Arquidiócesis de Arequipa.

## Historia
El poblado de Chiguata fue fundado el 22 de enero de 1540 por el encomendador Diego Hernández. El nombre de este pueblo proviene de las voces quechuas "chiri" que significa frío y "guata" que significa año (todo el año frío).
Evidencias arqueológicas del lugar demuestran haber estado poblado desde época muy temprana; durante la dominación Inca fue asiento de Mitimaes encargados del control del tráfico de sal que se explotaba de la laguna de Salinas y se trasladaba al resto del Imperio. 
Por otra parte, Chiguata también es conocido por haber sido escenario de muchos movimientos producidos en la Emancipación y en la República. En el período emancipatorio se libró la batalla entre las tropas rebeldes comandadas por los hermanos Angulo y Mateo Pumacahua frente a las tropas realistas dirigidas por Moscoso y Picoaga en 1814. En la República, Cangallo fue escenario de la lucha entre las tropas de San Román y Nieto. Durante la Confederación Perú-Boliviana Santa Cruz se posesionó en las alturas de Chuiguata, desde donde obligó a negociar a Blanco Encalada que comandaba las fuerzas chilenas y a firmar el Tratado de Paucarpata. En Cachamarca se enfrentaron las tropas de Castilla con las de  Vivanco en 1841.

## Geografía
Chiguata se encuentra ubicada a 30 km al sureste de la ciudad de Arequipa (45 minutos en auto aproximadamente), enclavado entre los majestuosos volcanes Misti y Pichu Pichu. Sus coordenadas centrales se ubican a 71° 24’ al Oeste y 16º 24’ al Sur, tiene un área total de 36 200 ha y está emplazada entre los 2800 – 5100 m.s.n.m.

## Autoridades

### Municipales
- 2023 - 2026
  - Alcaldesa: Gladys Ticona Flores, del Movimiento Regional Arequipa Tradición y Futuro.
  - Regidores:

  1. Noe Roger Flores Diaz (Movimiento Regional Arequipa Tradición y Futuro)
  2. Geraldine Soreli Benavente Avalos (Movimiento Regional Arequipa Tradición y Futuro)
  3. Alfredo Cesar Flores Flores (Movimiento Regional Arequipa Tradición y Futuro)
  4. Haydee Yuly Rodriguez Mollapaza (Movimiento Regional Arequipa Tradición y Futuro)
  5. Haydee Cabana Cristobal (Alianza para el progreso)

2019-2022 PETER HUMBERTO BENAVENTE RAMOS
- 2015-2018

- - Alcalde: Gregorio Ángel Corrales Delgado, del Movimiento Regional Arequipa Avancemos.
  - Regidores:

  1. Ángel Mamani Flores (Movimiento Regional Arequipa Avancemos)
  2. Mónica Eufemia Quispe Cabana (Movimiento Regional Arequipa Avancemos)
  3. Oscar David Cayra Suaña (Movimiento Regional Arequipa Avancemos)
  4. Juana Gualberta Choque Quispe (Movimiento Regional Arequipa Avancemos)
  5. Benito Richard Yanqui Quispe (Vamos Arequipa)

### Religiosas
- Párroco
  - Templo "Señor del Espíritu Santo": Pbro. Franz Hülsen Nickl.

## Turismo
Entre los principales atractivos que se pueden visitar tenemos al Templo del Espíritu Santo, el Centro Arqueológico de Tambo de León y el Centro Arqueológico El Infiernillo.

## Ambiente
En esta zona de clima extremadamente seco se desarrolla un escaso matorral montano, pajonal de puna y varias especies de cactáceas. Sin embargo, por encima de este matorral montano crece un interesante parche de bosque de Polylepis,  comúnmente llamados queñua o queñual (del quechua qiwuña).
En el área se practica el pastoreo y hay áreas dedicadas a agricultura. No se están realizando proyectos de investigación o conservación en forma constante o prolongada.